# Гнесін Георгій Гдалевич
Гео́ргій Гдалевич Гнесін (* 6 квітня 1932, Київ—23 жовтня 2016) — вчений в галузі матеріалознавства, 1971 — доктор технічних наук, 1982 — професор. Того ж року нагороджений Грамотою Президії Верховної Ради УРСР 1990 — член-кореспондент Національної академії наук України, двічі лауреат Державної премії УРСР в галузі науки і техніки — 1969, 1989. 2003 року нагороджений орденом «За заслуги» ІІІ ступеня, 2009 — Почесною грамотою Верховної Ради України. Лауреат премій Президії НАН України ім. І. М. Францевича 2001 року та ім. М. М. Доброхотова 2010 року.

## Хронопис досягнень
1955 року закінчив Київський політехнічний інститут, працює в Інституті металокераміки та спецсплавів.
Потреби військово-промислового комплексу — передусім ракетно-космічної техніки — диктують необхідність в умовах СРСР створення принципово нових матеріалів, здатних працювати в екстремальних умовах теплових і механічних навантажень, також дії надзвукових газових потоків. Розв'язання цієї проблеми Гнесіним для КБ «Південне» у комплексі з іншими розробками в галузі створення технології матеріалів для космічної техніки відзначене однією з перших Державних премій України — в 1969 році. Цьому передувало впровадження в 1959—1961 роках технології ерозійно-стійких покриттів на графітових газоструменевих рулях, що регулюють вектор потоку продуктів згоряння в ракетних двигунах — на Челябінському електродному заводі.
Дослідження процесу силіціювання графіту стає стимулом для розробки принципово нового класу неорганічних матеріалів — не мали аналогів у світі в 1950—60-х роках — неоксидної кераміки. На першому етапі досліджень розроблено сімейство керамічних матеріалів зразка «самозв'язаного» карбіду кремнію та технологію реакційного спікання різноманітних — у тому числі великогабаритних (до 500 мм), виробів, які зайшли використання у металургії, хімічній і гірничо-збагачувальній промисловості, металообробці та інших галузях.
У 1967—1970 роках цю розробку Гнесін впровадив у виробництво на Броварському заводі порошкової металургії — для цього був споруджений спеціальний цех потужністю до 250 тонн на рік.
Тоді ж розробляв керамічні матеріали на основі нітридів кремнію і бору — відзначалися високою термічною стійкістю та постійністю діелектричних характеристик за умов аеродинамічного гальмування, ці дані дали можливість застосувати їх для виготовлення радіопрозорих оболонок носових частин і антенних вставок балістичних ракет.
1974 року в Інституті проблем матеріалознавства організовує відділ функціональних і високотемпературних матеріалів, одним з основних напрямів якого стали дослідження в галузі магнітної кераміки. Вислідком цього є промислове виробництво магніто-твердих феритів на заводі «Ферокерам» (м. Біла Церква).
Головною сферою наукових інтересів вченого був напрям, пов'язаний зі створенням нових неоксидних керамічних матеріалів на основі карбіду і нітриду кремнію. В 1978—1982 роках розвиток досліджень гарячого пресування нітриду кремнію завершився розробкою сімейства високоефективних інструментальних матеріалів (торгова марка «силініт») для обробки різанням термооброблених і гартованих сталей. Інжиніринг технології випуску непереточувальних різальних пластин із силініту забезпечив продаж ліцензії на їх виготовлення у Югославії і створення в місті Яйце в 1989—1991 роках спільного підприємства «НЕОКС» із серійного виробництва інструментальної кераміки.
У результаті масштабних досліджень Гнесіним електропровідності теплофізичних властивостей керамічних матеріалів на основі карбіду і нітриду кремнію з'явилися електроізолятори, резистори, електроди і пристрої для відбиття потужного інфрачервоного лазерного випромінювання неперервної дії. Ці роботи виконувалися для НПО «Астрофізика» і НДІ електрофізичного приладобудування. У 1989 році за успішне вирішення цих завдань Гнесін вдруге стає лауреатом Державної премії України у галузі науки і техніки.
Значних успіхів досяг в кооперації з інститутами НАН України і зарубіжними науковими організаціями — з використанням спільних міжнародних грантів. Так, у 1993—1998 роках — разом з Бескидським текстильним інститутом міста Бельсько-Бяла, Польща) виконана розробка великогабаритних бронеелементів — які відповідають конструктивним стандартам НАТО) — із самозв'язаного карбіду кремнію з текстильним покриттям, виготовленим на основі кевлару. Балістичні випробування цих елементів довели їхню вищу стійкість і живучість при меншій масі порівняно з аналогами, які випускаються у країнах НАТО.
В 1995—1999 роках у співробітництві з Інститутом проблем міцності НАН України створені зносостійкі нанокристалічні покриття на основі складних нітридів алюмінію, хрому і титану на керамічних різальних пластинах (силініт) та іонно-плазмова технологія їх нанесення — це дало змогу підвищити в кілька разів стійкість різців при обробці силумінів.
У 1994—2000 роках під його орудою вперше в світовій практиці здійснено синтез надстехіометричного твердого розчину вуглецю в карбіді кремнію і на цій базі розроблено технологію напівпромислових партій порошку. Із застосуванням техніки високих тисків і гарячого пресування отримано новий клас: надтвердих матеріалів, які характеризуються поєднанням високих параметрів твердості і тріщиностійкості. Дослідження виконувались у співпраці з Інститутом надтвердих матеріалів НАН України та рядом наукових закладів Росії, Великої Британії, США, Німеччини і Південно-Африканської Республіки. Результати цих робіт у 2001 році відзначені премією ім. І. М. Францевича НАН України.
Написав над 300 наукових публікацій, одинадцять монографій та довідників; його роботи захищені 63 авторськими свідоцтвами СРСР та патентом України — «Спосіб одержання великогабаритної бронепластини із самозв'язаного карбіду кремнію і великогабаритна бронепластина», 2005 — разом із Миколою Гадзирою. Працює над монографією «Історія матеріалів».
Під його керівництвом підготовлено 13 кандидатських і одна докторська дисертація.

## Серед його робіт
- «Карбід кремнію, властивості та області застосування», 1975,
- «Карбідкермнієві матеріали», 1977,
- «Надтверді матеріали», 1980,
- «Спечені матеріали для електротехніки та електроніки», 1981,
- «Неметалічні тугоплавкі сполуки», 1985,
- «Безкисневі керамічні матеріали», 1987, 1990 — польською,
- «Керамічні інструментальні матеріали», 1991,
- «Ceramic- and Carbon-matrix Composites», 1992,
- «Неорганічне матеріалознавство (енциклопедичне видання в 2-х томах)», 2008—2010 року видання на конкурсі наукової книги МААН отримало «Гран-прі» за найкращу узагальнюючу наукову працю 2008—2009 років.
- «Матеріалознавці», 2010 — відомості про понад 700 вчених, інженерів, винахідників.